# Ebba Witt-Brattström
Ebba Witt-Brattström (née le 1er juin 1953) est une chercheuse suédoise en littérature comparée. Elle est professeure de littérature et cheffe de département à l'Université de Södertörn près de Stockholm et une militante féministe.

## Biographie
Ses deux parents arrivent en Suède en tant que réfugiés pendant la Seconde Guerre mondiale. Son père est un Allemand anti-nazi issu d'une famille relativement aisée, tandis que sa mère est une Estonienne issue d'une famille de paysans pauvres. Ses parents ont divorcé très tôt et elle grandit avec sa mère.
Elle obtient son doctorat avec une thèse sur l'auteur suédois Moa Martinson (Moa Martinson : skrift och drift i trettiotalet) à l'Université de Stockholm en 1988. Elle a depuis écrit un certain nombre de textes sur Brigitte de Suède, Victoria Benedictsson et Edith Södergran. Elle traduit également en suédois le roman Les Filles d'Egalia de Gerd Brantenberg. En 2010, elle publie une histoire du mouvement féministe en Suède, « Å alla kära systrar » (Pour toutes les chères sœurs).
Witt-Brattström est professeure invitée Dag Hammarskjöld au département d'études nord-européennes de l'université Humboldt de Berlin à partir de 2008. Depuis 2012, elle est professeure de littérature nordique à l'Université d'Helsinki.
Dans les années 1970, elle est membre de l'organisation féministe Grupp 8 et en 2005, elle est l'une des fondatrices de l'organisation politique féministe et du parti Initiative féministe, bien qu'elle se soit plus tard éloignée de l'organisation et ait critiqué ce qu'elle considère comme ses fortes tendances de gauche.
Entre 1989 et 2014, Ebba Witt-Brattström est mariée à Horace Engdahl, secrétaire permanent de l'Académie suédoise. Ils ont trois fils. Elle a également un fils aîné issu d'un précédent mariage.